# Lüssow (Gützkow)
Lüssow ist ein Dorf in der Mitte des Landkreises Vorpommern-Greifswald in Mecklenburg-Vorpommern. Seit dem 1. Januar 2010 ist die vormals selbständige Gemeinde ein Ortsteil der Gemeinde Gützkow. Der Ort hat 178 Einwohner (Stand: 31. Dezember 2015).

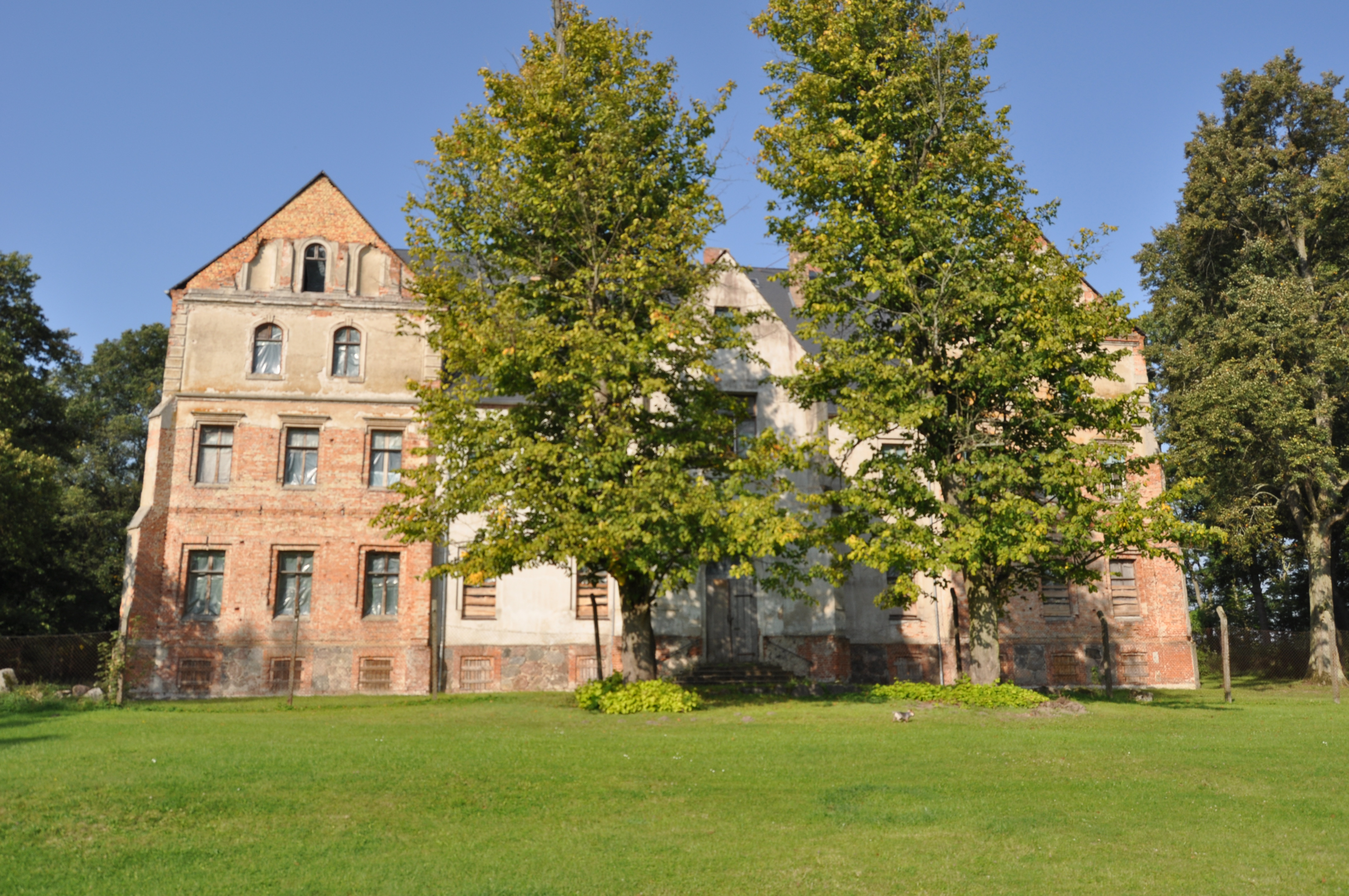
Herrenhaus Lüssow 2014

## Geografie und Verkehr
Lüssow liegt etwa 15 Kilometer südlich von Greifswald und etwa sechs Kilometer südöstlich von Gützkow. Nördlich der Gemeinde verläuft die B 111, westlich die L 35 (früher B 96) und die A 20. Diese ist über die Anschlussstelle Gützkow (etwa sieben Kilometer) erreichbar. Durch den Süden der Gemarkung fließt die Peene.

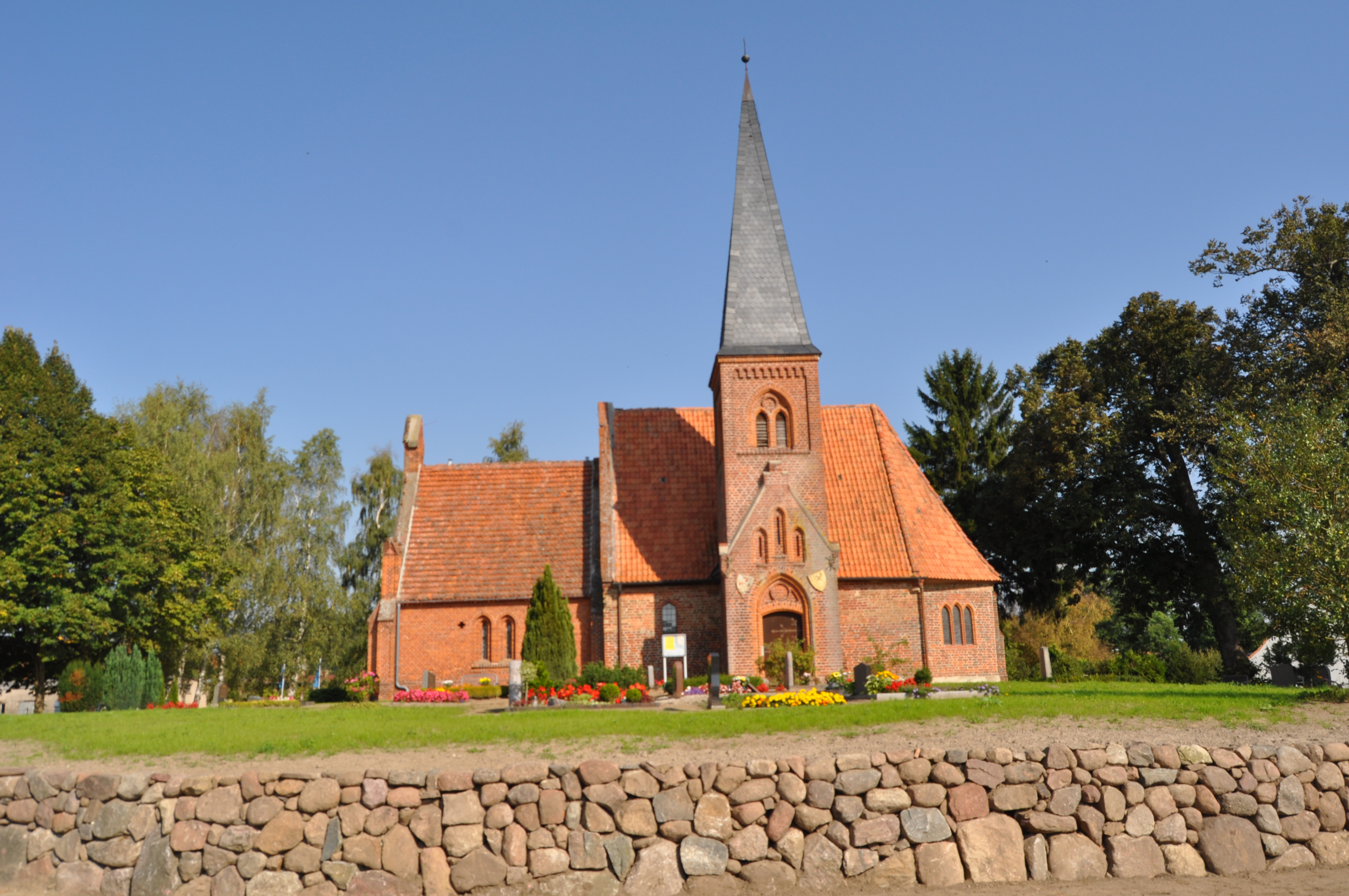
Die Kirche mit Kirchhof nach der Rekonstruktion 2014

## Geschichte
Archäologisch ist eine frühe Besiedlung von Ort und Umgebung bekannt. Nördlich und östlich sind spätslawische (1000 bis 1200) Siedlungen belegt.
Der Ort wurde erstmals 1228 als Lutzowe in einer Urkunde Herzogs Barnim I. von Pommern erwähnt. Der slawische Namen bedeutet „grimmiges Volk“. Erst 1597 wurde der aktuelle Name Lüssow urkundlich genannt.
Im 15. Jahrhundert besaßen mehrere Familie Anteile in Lüssow, darunter die Owstin und Horn. Der in schwedischen Diensten stehende Berend Wulffradt gelangte 1645 auf 50 Jahre in den Pfandbesitz einiger Güter des Joachim Kuno von Owstin, die in Lüssow 18 Landhufen und den Hornschen Hof mit 2 Landhufen umfassten. Sein Sohn Hermann von Wolffradt kaufte 1670 die gepfändeten Güter und erweiterte seinen Anteil an Lüssow durch den Erwerb mehrerer Bauernhöfe.
Sein Sohn, der schwedische Generalleutnant Carl Gustav von Wolffradt (1672–1741), übernimmt den Güterkomplex mit Hauptsitz Lüssow, ihm folgt Hermann von Wolffradt, Kind aus der ersten Ehe. In diesem Zeitraum wurden verschiedene Nebengüter schon auf mehrere Erben verteilt. In der Genealogie geht der Besitz im Format des Minorats an dessen jüngsten Bruder Wilhelm von Wolffradt (1736–1819), verheiratet mit Elisabeth Henriette von Behr, königlich schwedischer Landrat, Kurator des Barth`schen Adligen Fräuleinstift. Auch er übergibt Lüssow an seinen jüngsten Sohn Gustav Gottfried Ludwig von Wolffradt, liiert mit Karoline von Voß-Ganzkow.
Letzter Besitzer aus der männlichen Linie der Familie von Wolffradt war Hermann Wilhelm Carl Gustav von Wolffradt (1816–1841). Dieser verfügte testamentarisch 1839 vor dem Hofgericht Greifswald die Einrichtung eines Familienfideikommiss, zu dessen Nutznießer er seinen Vetter Achim von Voß (1837–1904) bestimmte. Dieser erhielt 1849 die Genehmigung und übernahm 1863 unter den Namen von Voß-Wolffradt die Bewirtschaftung des Gutes, ließ 1867/1868 ein repräsentables Herrenhaus errichten. Die neuen Namensführung ging auf seine Großmutter mütterlicherseits zurück, auf Wilhelmine von Wolffradt. Die Familie mit dem Ursprung Voss wurde im Gegensatz zu den briefadeligen Wolffradt weiterhin dem Uradel zugerechnet. Gutserbe wurde der Rechtsritter des Johanniterordens, der Sohn des Vicco von Voss-Wolffradt (1871–1945), der wiederum erst 1905 die preußische Genehmigung zur Namen- und Wappenvereinigung erhielt. 1939 weist das letztmals amtlich publizierte Güter-Adressbuch Pommern für Lüssow 821 ha aus. Das Rittergut war ein großer Landwirtschaftsbetrieb, mit 630 Stück Schweinevieh und 420 Schafen. Es gab eine Fohlenzucht, Land-Bulldog kamen zum Einsatz. Der Waldbesitz betrug 126 ha. Bis 1945 war Lüssow im Besitz dieser Familie von Voß-Wolffradt. Der letzte Besitzer Vicco von Voss-Wolffradt tötete nach kurzer auswegloser Flucht vor der Roten Armee seine Angehörigen und anschließend sich selbst. Formell wurde noch der Sohn Achim von Voss Erbe, er verwaltete den Besitz schon einige Jahre. Dieser Voss trug den Beinamen von Wolffradt nicht mehr, womöglich im Grundgedanken, dass dies an der Ausübung an den Besitz geknüpft wäre. Er war mit der Tochter des Generalmajors Günther von Dewitz, mit Ilse von Dewitz genannt von Krebs verheiratet und lebte mit seiner Familie in Hessen.
Nach dem Krieg kamen zahlreiche Flüchtlinge und Heimatvertriebene in den Ort, die oft nur notdürftig untergebracht werden konnten. 1946 wurde die Bodenreform durchgeführt. Ab 1949 wurde Neubauernhäuser errichtet. Der 1953 gegründete Örtliche Landwirtschaftsbetrieb ging 1955 in einer LPG auf. Ab 1960 war die Landwirtschaft in Lüssow voll genossenschaftlich. 1968 wurde ein Mehrzweckgebäude mit Konsumverkaufsstelle, Gemeindebüro, Versammlungs- und Essensraum errichtet. Die Pflanzenproduktion wurde 1973 an die KAP Gützkow, die Tierproduktion 1975 an die LPG (T) Gützkow angeschlossen.
Nach Wende und Wiedervereinigung wurden 1991 die Landwirtschaftsbetriebe privatisiert. Zahlreiche Einwohner wurden arbeitslos. Bei verschiedenen Arbeitsbeschaffungsmaßnahmen im Rahmen der Dorferneuerung wurde das Ortsbild saniert. Dabei wurde auch das „Traditionelle Vorpommersche Landgut“ in den ehemaligen Guts- und LPG-Gebäuden eingerichtet. Fast die gesamte Sammlung aus dem Landwirtschaftsmuseum Züssow wurde hierher verlegt und präsentiert. Themenhallen, wie Milchwirtschaft, Kartoffelwirtschaft usw., sowie eine umfangreiche Sammlung von Landtechnik, darunter über 40 überwiegend fahrbereite Traktoren sind Bestandteil des Museums.
Die Gemeinde gehörte bis zum 31. Dezember 2004 zum Amt Gützkow, danach zum Amt Züssow. Mit Wirkung vom 1. Januar 2010 wurde sie nach Gützkow eingemeindet. Letzter Bürgermeister war Andreas Klut.
2013 wurde das Schloss einschließlich der zugehörigen Ländereien (Park und Nebenflächen) an einen Investor verkauft.
Lüssow hatte am 31. Dezember 2014 konkret 182 Einwohner mit Hauptwohnung und 6 mit Nebenwohnung. Lüssow konnte am 31. Dezember 2015 genau 172 Einwohner mit Hauptwohnung und 6 mit Nebenwohnung nachweisen.

## Sehenswürdigkeiten
- Schloss im Neorenaissance aus dem Jahr 1867 (leerstehend)
- Gutspark mit Teichen
- Die Kirche Lüssow ist ein Backsteinbau, der vermutlich im 15. Jahrhundert entstand. Auffällig ist der Südturm aus dem Jahr 1878. Im Innern befindet sich unter anderem eine barocke Kirchenausstattung aus der Zeit um 1725.
- „Vorpommersches Landgut“ Lüssow – Museum
- Gemeindezentrum „Speicher“

Sehenswürdigkeiten
Herrenhaus Lüssow Ostseite – rechts mit Portal 1910
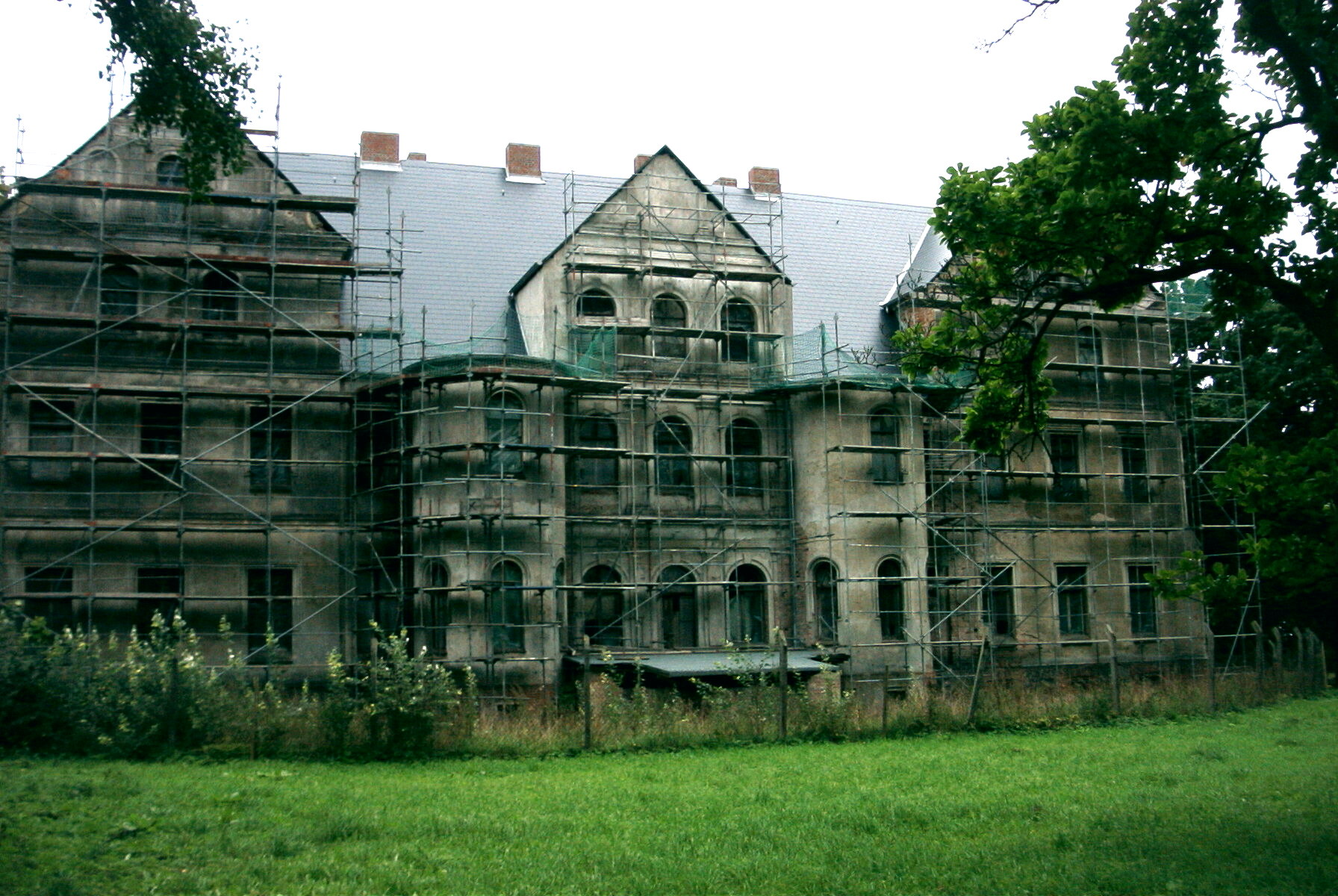
Schloss Lüssow Westseite – bei Bausicherung 2004
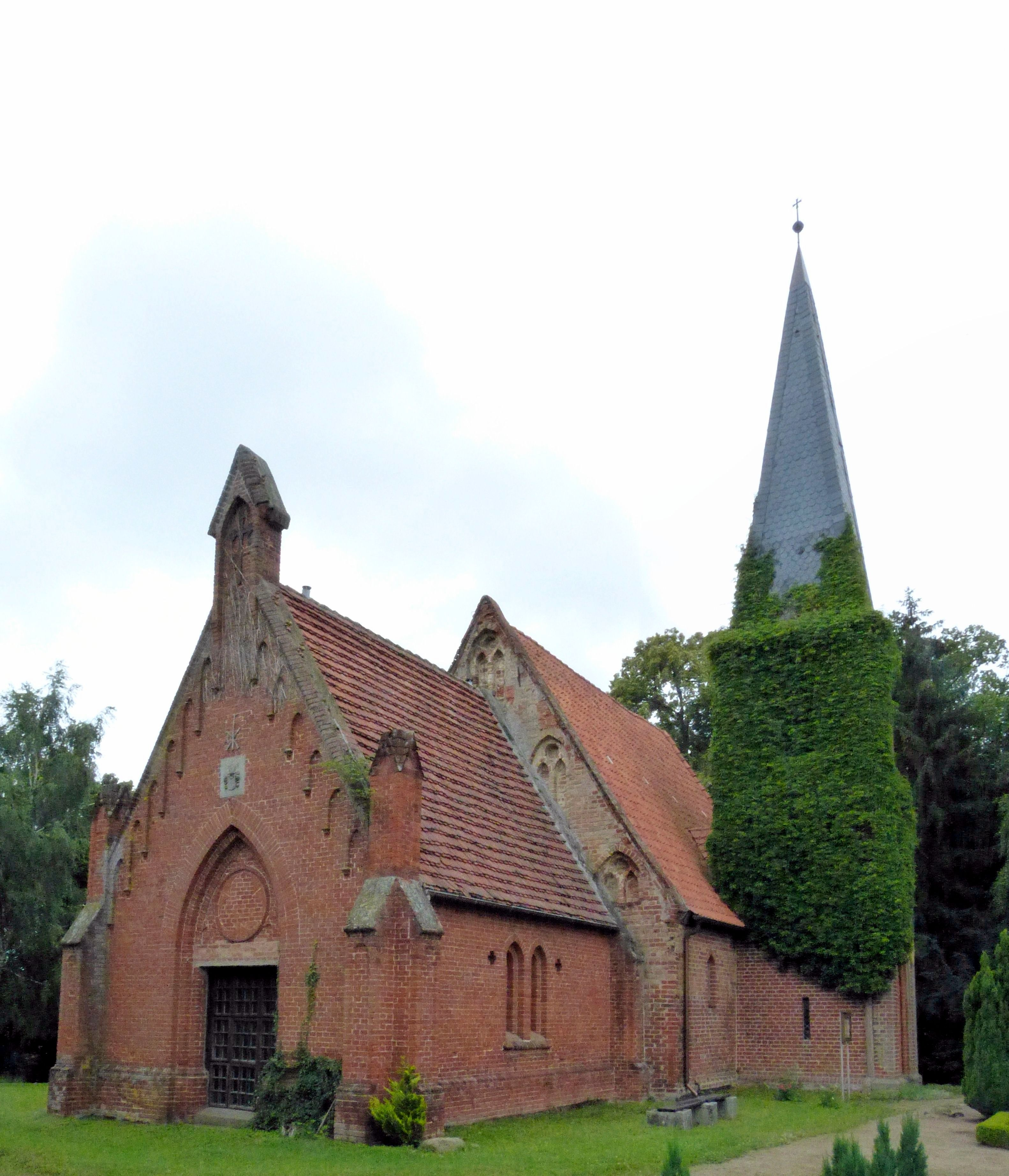
Dorfkirche Lüssow 2012
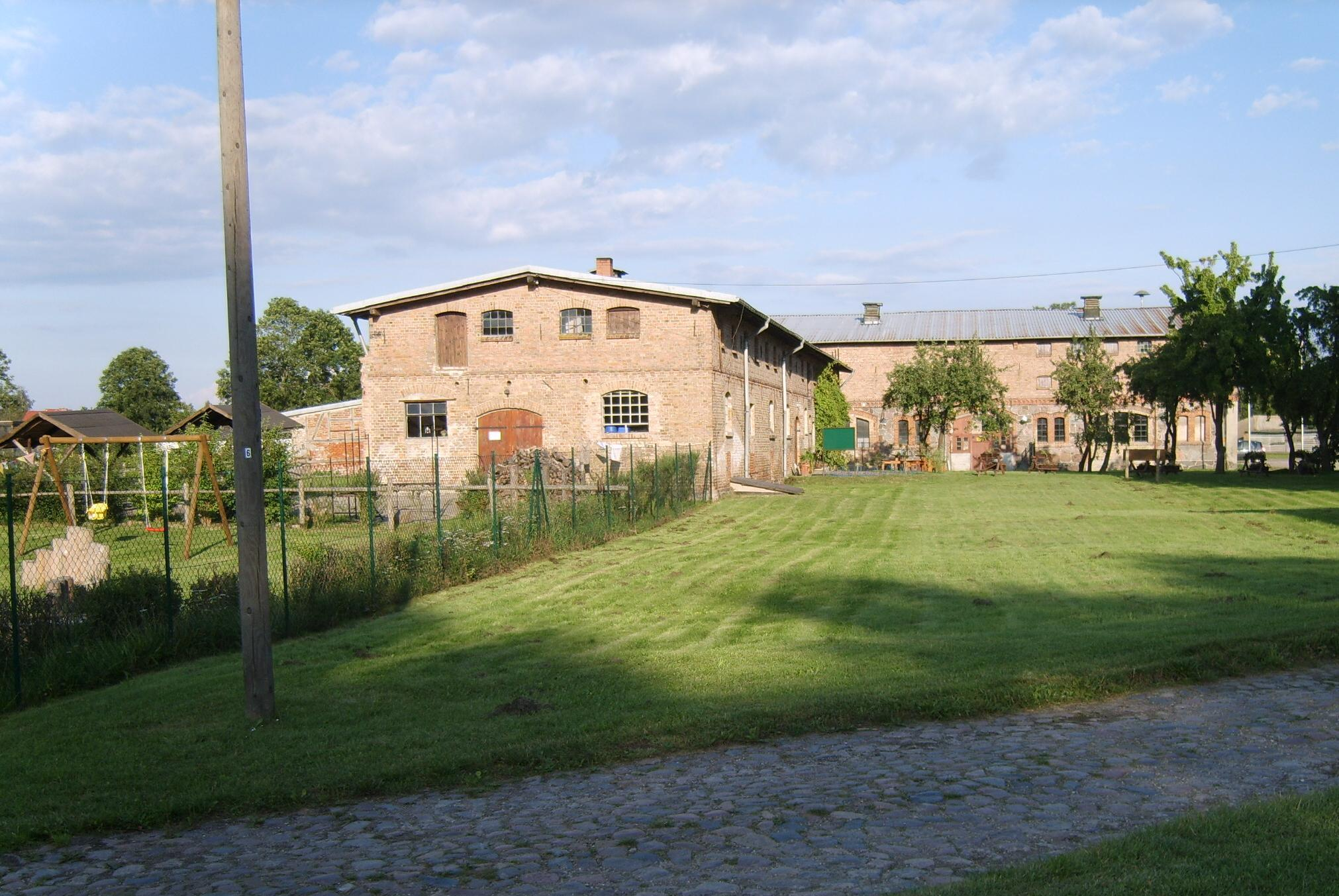
Eingangsgebäude Landgut und Speicher Lüssow 2013

## Persönlichkeiten
- Carl Gustav von Wolffradt (1672–1741), schwedischer Kavalleriegeneral
- Erich Magnus von Wolffradt aus dem Haus Lüssow, preußischer General, Träger[14] des Orden Pour le Mérite
- Fritz Sdunek (1947–2014), Amateurboxer und Boxtrainer